# Басаргина, Надежда Александровна
Надежда Александровна Басаргина (род. 30 апреля 1951) — оперная певица (лирическое сопрано), артистка оперетты, народная артистка России (2001).

## Биография
В 1977 году окончила Ленинградскую консерваторию по классу сольного пения, педагог — Т. Н. Лаврова.
Актриса Екатеринбургского государственного академического театра музыкальной комедии. Амплуа: героиня, лирическая героиня, лирико-каскадная героиня.
Осн. партии: Галина Сахно («Стряпуха» — Софронов А.); Ганна Главари («Веселая вдова» — Легар Ф.); Илона («Цыганская любовь» — Легар Ф.); Клотильда де Марель («О, милый друг» — Лебедев В.); Одетта Доримонт («Баядера» — Кальман И.); Панова («Товарищ Любовь» — Ильин В.); Сильва («Сильва» — Кальман И.); Теодора («Принцесса цирка» — Кальман И.).

## Награды
За свои достижения была неоднократно награждена:
- 1992 — Заслуженная артистка России - за заслуги в области искусства
- 2001 — Народная артистка России
- Почётный знак «За заслуги перед городом Екатеринбургом»
- 2018 — Почётный гражданин Свердловской области[2].